# 라디오 플래닛
《메이트의 라디오 플래닛》은 대한민국의 방송국인 한국방송공사의 라디오 채널 U-KBS MUSIC에서 인디밴드 메이트가 진행하는 오후 8시부터 오후 10시까지 방송한 라디오 프로그램이다.

## 코너
- 사연과 신청곡
- 그리워
- 너에게...기대

## 같이 보기
- KBS
- U-KBS MUSIC